# Riqueza
Riqueza är en kommun i Brasilien.   Den ligger i delstaten Santa Catarina, i den södra delen av landet, 1 400 km söder om huvudstaden Brasília. Antalet invånare är 4 838.
I omgivningarna runt Riqueza växer huvudsakligen savannskog. Runt Riqueza är det ganska tätbefolkat, med 54 invånare per kvadratkilometer.